# کی.آر.ای نانگالا (۴۰۲)
کی. آر. ای نانگالا (انگلیسی: KRI Nanggala) یکی از دو فروند زیردریایی تهاجمی نیروی دریایی اندونزی به‌شمار می‌رود که در ۲۱ آوریل ۲۰۲۱ هنگام شرکت در یک رزمایش نظامی مشق اژدر در بخش آب‌های عمیق در شمال جزیره بالی مفقود شده‌است.
براساس بیانیه وزارت دفاع اندونزی هنگام مفقود شدن، زیردریایی نانگالا حامل ۵۳ سرنشین از جمله ۴۹ خدمه، یک فرمانده و سه توپچی بود. بالاترین رتبه افسر نیروی دریایی در این زیردریایی ناخدایکم هری ستیاوان، فرمانده یگان زیردریایی فرماندهی ناوگان دوم بود. افراد زیرمجموعه وی ناخدا دوم هری اوکتاویان، فرمانده زیردریایی و عرفان سوری، افسر سرویس مواد و الکترونیک سلاح بودند.
ارتش اندونزی روز یکشنبه ششم اردیبهشت اعلام کرد، با پیدا شدن زیردریایی «نانگالا ۴۰۲» در اعماق آب، مرگ ۵۳ خدمه آن محرز شد.